# Colegio Sagrados Corazones de La Serena
Colegio Sagrados Corazones de La Serena es una institución educativa católica y chilena. Inició como un colegio exclusivamente para niñas, siendo el primero en La Serena. Fundado por la Congregación de Los Sagrados Corazones y en la actualidad es mixto y perteneciente a Congregación de las Hermanas de la Providencia
Su misión y visión educativa está inspirada  en el testimonio de tenacidad y entrega generosa por los hermanos que sufren, heredado de Madre Bernarda Morin, la Comunidad Educativa de los Sagrados Corazones se propone formar hombres y mujeres con excelencia académica y espiritualidad providencia, con un sentido trascendente de la vida, con vocación de servicio a los demás, comprometidos con el destino de la humanidad y capaces de responder con actitudes y hechos compasivos a las exigencias del mundo globalizado y en permanente evolución, en que les corresponda vivir. 

## Reseña Histórica del Colegio
El Colegio fue fundado en 1855 por las religiosas de la Congregación de los Sagrados Corazones, creada en Francia el año 1795, por la Condesa Enriqueta Aymer de la Chevalier, con el propósito de consagrarse a la educación de los huérfanos que dejó la Revolución Francesa.
La primera comunidad religiosa de la Congregación francesa llegó a Chile el 1 de septiembre de 1837, estableciéndose en La Serena a partir de 1855 a petición del Obispo de entonces, Don Justo Donoso.
Para tal efecto, la Ilustre Municipalidad de La Serena cedió el edificio del hospicio que funcionaba en la esquina de las actuales calles Castro y Alfalfares.
Algunos años después, la Congregación de los Sagrados Corazones se trasladó a la Calle Vicuña, donde funciona actualmente el Colegio  y en 1889 se terminó de construir su hermosa capilla. Setenta y cuatro años después, en el verano de 1929, se propagó por los hogares serenenses la inesperada noticia de que las religiosas de los Sagrados Corazones debían trasladarse a Valparaíso, por lo que el Colegio debía cerrarse.
Ante la inquietud de los desconcertados habitantes de La Serena, debió interceder la máxima autoridad eclesiástica de la ciudad, Monseñor José María Caro Rodríguez, quien solicitó y obtuvo de la Congregación de las Hermanas de la Providencia el compromiso de establecerse en La Serena y continuar la obra educativa, iniciada en 1855 por las religiosas francesas de los Sagrados Corazones. Ese mismo año, 29 de abril de 1929, se publica el Decreto Supremo nº 1444, que otorga al Colegio el carácter de Cooperador de la Función Educacional del Estado
La Congregación Hermanas de la Providencia, había sido creada en Montreal, Canadá, por Madre Emilia Gamelin, el año 1843.
Las primeras cinco religiosas misioneras de la Congregación de las Hermanas de la Providencia llegaron a Chile el 17 de junio de 1853. Arribaron a Valparaíso en el barco llamado Elena y fueron cariñosamente recibidas por las religiosas de los Sagrados Corazones. Entre las cinco religiosas canadienses venía Madre Bernarda Morín, cuya primera gran obra fue fundar la Congregación de las Hermanas de la Providencia en Chile.
El Colegio Sagrados Corazones ha desarrollado su misión educativa, durante ciento sesenta y siete años. Su compromiso con el país se remonta a mediados de los años cincuenta del Ssiglo XIX, época en que Chile daba sus primeros pasos para implementar un Sistema Nacional de Enseñanza.
En la actualidad, su matrícula supera los setecientos estudiantes; damas y varones. A partir del año 2000, se incorporan varones a primero básico, procedentes del parvulario del establecimiento. El año 2007 egresan de octavo básico los primeros alumnos varones, quienes se incorporan a la Enseñanza Media para egresar el año 2011 como la primera promoción mixta del Colegio.
El año 2003 se adscribe al Sistema de Educación Subvencionada de Financiamiento Compartido y se incorpora a la jornada escolar completa, cuyo proyecto pedagógico se modifica por primera vez en noviembre del 2006. Para facilitar su gestión administrativa pasó a depender de la Fundación Colegio Sagrados Corazones.
En la primera década del siglo XXI, producto de los significativos cambios que ha experimentado, particularmente a raíz de la celebración de sus ciento cincuenta años de existencia, sus religiosas, equipo directivo y personal docente, a través de jornadas de reflexión y análisis, se propusieron un Plan Operativo de Mejoramiento Educativo, destinado, entre otros propósitos, a mejorar los aprendizajes de sus alumnos y alumnas e involucrar a las familias en el proceso educativo de sus hijas e hijos además de  socializar su Proyecto Educativo Institucional y el Manual de Convivencia Escolar.

## Himno
Entusiastas entonemos
Himnos de alegres canciones
Y el eco repita ¡Vivan
los Sagrados Corazones!

Virtud y ciencia
son el impulso
que a las alturas nos guiará
y nuestras fuerzas en la jornada
la Eucaristía, Dios inmortal.

Entusiastas entonemos
Himnos de alegres canciones
Y el eco repita ¡Vivan
los Sagrados Corazones!

Cristo y Chile
Son los dos nombres
Que en nuestros pechos grabados van.
Cruz y Bandera son las insignias,
que nuestras rutas señalarán.

Entusiastas entonemos
Himnos de alegres canciones
Y el eco repita ¡Vivan
los Sagrados Corazones!

Ojos serenos, nobles miradas,
anhelos santos de amor y paz;
todos unidos en un recuerdo
siempre adelante, atrás… jamás